# Хрін
Хрін (Armoracia) — рід трав'янистих рослин родини капустяні. Представники роду мають корінне поширення у помірному кліматі Євразії від центральної Європи до Сахаліна; хрін звичайний інтродукований у Канаді й США, майже у всій Європі, на окремих територіях Азії. Населяють сильновологі та середньовологі місцевості.

## Біоморфологічна характеристика
Це багаторічні безволосі рослини. Мають кореневища. Стебла прямовисні, розгалужені дистально. Прикореневі листки розеткові, на ніжках, зубчасті чи перисті й цілі. Стеблові листки на ніжках чи дистально сидячі, зубчасті чи перисті. Китиці багатоквіткові, значно подовжуються у стадії плодів. Квітки: чашолистки розлогі або висхідні, яйцеподібні або довгасті; пелюстки білі, висхідні, довші за чашолистки; тичинок 6. Стручки двосерійні, сидячі, довгасті, яйцеподібні, еліптичні або кулясті. Насіння огрядне, не крилате, яйцеподібне [довгасте], не клейке при змочуванні.

## Використання
Коріння хрону використовують як пряність, а також як лікарську рослину. В коренях хріну міститься у значній кількості вітамін С, мінеральні солі (фосфор, магній, залізо, кальцій, мідь, сірка, калій), клітковина, крохмаль, гірчична олія. Джон О'Коннелл в «Енциклопедії спецій» характеризує смак хріну як «гострий, пекучий, однак разом із тим обеззброююче-солодкий». Першими, хто почав вирощувати хрін як городню рослину, стали німці, першим відомим соусом з хріну є так званий «білий хрін» з додаванням винного оцту, поширений в Польщі, Литві, Україні, Білорусі, а найпоширеніший в сучасній гастрономічній культурі хрін із додаванням червоного буряку «цвіклі» – гастрономічний винахід євреїв-ашкеназі, цивілізація яких розлого постала саме на теренах Речі Посполитої. (За однією з версій, страва виникла в середовищі галицьких євреїв, коли в регіоні поширилася французька мода подавати до м’яса вершковий соус з хроном. Кашрут забороняє вживати в їжу м’ясо та молочні продукти разом, тож такий соус на основі буряка з хроном виник як дозволена релігією альтернатива). «Найрозгорнутішу» рецептурну палітру соуси з хріну представляють саме в польській кухні – спадкоємиці полікультурних гастрономічних набутків Речі Посполитої – тут мають місце і холодні (до прикладу, хрін з яйцями), і гарячі варіації (теплі соуси на основі бульйонів з додаванням мигдалю).

### В релігіях і легендах
Найвідоміша – «основоположна» згадка про хрін скеровує до Старозавітної традиції святкування Пасхи (Песах): Бог наказав євреям заколоти «ягня без вади», його кров’ю помастити одвірки своїх будинків, а м’ясо засмажити. В чотирнадцяту ніч місяця Нісана караючий Ангел Господній «пройшов повз» (оминув) будинки євреїв, і були врятовані їхні первістки. А після сповнення десятої кари фараон дозволив євреям покинути Єгипет (Вихід 12: 31-33). Таким чином, християнська традиція вживати соуси з хріну, згадуваного в Біблії як «гіркі трави», є пам’яттю про першу Пасху, яку споживали ізраїльтяни перед «виходом» з Єгипту, оскільки Бог наказав їм: «Нехай з’їдять м'ясо в цю саму ніч, спечене на вогні; з прісним хлібом і гіркими травами…». Відтак, хрін як символ перегукується із символікою Песаху, адже міститься в двох символічних стравах: Марор – гіркі трави, серед них і хрін, що символізують гірке життя юдеїв в Єгипті, та Хазерет – розтертий або дрібно нарізаний хрін. 
Минули тисячоліття, а різноманітні соуси з хріну – обов’язкові на великодньому столі та в великодньому кошику народів, поєднаних спільною трьохсотлітньою історією Речі Посполитої. Католицька легенда сповіщає: гіркота хріну, яка спричиняє сльози з наших очей – це символ того, що Христос щоденно споживав гіркоту (гріхів людських). Характеризуючи українську сакральну традицію вживання великоднього хріну, переповімо наївні народні легенди, зокрема, записану відомим етнографом Олексою Воропаєм на Слобощанщини: «Хрін колись був дуже отруйний, і (євреї) задумали отруїти ним Ісуса Христа. Натерли хріну, дали Спасителеві, а він з’їв і не отруївся. А потім поблагословив хрін і звелів християнам його їсти. І тепер люди їдять хрін […] щоб на весь піст закріпитися. А на Великдень їдять хрін з м’ясом — «щоб міцнішим бути». Також поширеною є легенда про те, що коли Ісуса розпинали, ром вкрав один із цвяхів і заховав його в пісок. Кати шукали, але знайшли лише корінь хріну – так в тілі Бога-Сина стало на один цвях менше.
Звичай подавати соуси з хріну до свинини теж містять символізм: в контексті великоднього кошика свинину у східних слов’ян трактують, як символ переходу від Старого Завіту до Нового, адже за Старого завіту свинина була забороненою для споживання. В Україні ще до середині ХХ ст. популярною і навіть «статусною» стравою було печене порося з хріном як один з елементів свяченого на Великдень. Корені цих традицій, як припускає Олекса Воропай, сягають ґотських жертвоприношень у вигляді кабанів, яких з часом замінили на печених кабанців з тіста (на українські землі ця традиція прийшла і втілилася у печених поросятах).
В польських приказках і фразеологізмах хрін протиставляється солодощам:  Wolno Bogu, jako Panu, kanar / cukierki zrobić z chrzanu [Бог, як господар, здатний цукор/цукерки зробити з хріну]. В жартівливому порівнянні про щось гірке, кажуть: słodki jako chrzan [солодкий, як хрін], а щоб „підсолодити” дію гіркого хріну, подаючи його, господині слід посміхатися: Słodka twarz gospodyni i chrzan gościom w miód zamieni [Солодке обличчя господині і хрін для гостей на мед перетворить]. В унісон з польськими – українські прислів’я і приказки: „Чуже лихо за ласощі, а своє – за хрін”; „Вдома і хрін – як мед”.
Таким чином, спостерігаємо тісне переплетення польської й української гастрономічних традицій, де хрін виступає, водночас, символом здоров’я і фізичної сили, міцності віри у Воскресіння, пошани до традицій і предків (коріння) і сліз через страждання і смерть Спасителя (гіркий смак). З точки зору гастрономічно-сакральних пояснень, хрін у поєднанні з солодким червоним буряком – це Страсті Христові, увінчані (підсолоджені) Воскресінням. 
Величають хрін українські приказки на кшталт: „Орел летить найвище, а хрін росте найглибше”, „Город без хріну — як стадо без пастуха”; стосуються безпосередньо хріну як їжі: „Не поїв хрону зранку – ніби й не мав сніданку”, „Хрін каже „я добрий з м’ясом”, а м’ясо каже: “я і без хріну добре!”, „Хрін дешевий, але й він колись може приїстися”; є й саркастично-лайливі: „Хрін редьки не солодший”, „Заліз черв'як у хрін та й хвалиться, що йому добре”, „Купили хрону, треба їсти: плачте очі, хоч повилазьте; бачили, що купували — грошам не пропадать”.

### Види
- Armoracia macrocarpa (Waldst. & Kit.) Kit. ex Baumg.
- Armoracia rusticana P.Gaertn., B.Mey. & Scherb.
- Armoracia sisymbrioides (DC.) N.Busch ex Ganesh